# لن باس
لئونارد جوئل (لن) باس (به انگلیسی: Len Bass)؛ (حدودا زاده ۱۹۴۳) یک مهندس نرم‌افزار آمریکایی، استاد بازنشسته و محقق سابق مؤسسه مهندسی نرم‌افزار (SEI) است که به ویژه برای مشارکت‌هایش در معماری نرم‌افزار در عمل شناخته شده‌است.

## زندگی‌نامه
باس دکترای خود را در علوم رایانه از دانشگاه پردو در سال ۱۹۷۰ تحت نظارت پل روئل یانگ با پایان‌نامه‌ای با عنوان «سلسله مراتب بر اساس پیچیدگی محاسباتی و بی‌نظمی‌های کلاس تعیین‌کننده مجموعه‌های اندازه‌گیری شده» دریافت کرد.
باس در سال ۱۹۷۰ به عنوان استاد علوم رایانه در دانشگاه رود آیلند منصوب شد. در سال ۱۹۸۶، او به مؤسسه مهندسی نرم‌افزار در دانشگاه کارنگی ملون نقل مکان کرد، جایی که او به عنوان رئیس گروه نرم‌افزار رابط کاربری شروع به کار کرد و بعداً بر تجزیه و تحلیل معماری‌های نرم‌افزار تمرکز کرد. از سال ۲۰۱۱، او محقق ارشد در NICTA بوده‌است.
لن باس دو بار در سال‌های ۱۹۹۹ و ۲۰۰۳ جایزه مجله توسعه نرم‌افزار بهره‌وری جولت را دریافت کرد.